# Sybaris
Sybaris bylo starověké město v Kalábrii založené během řecké kolonizace. Leželo na řece Crati blízko jejího ústí do moře, nedaleko moderní obce Sibari.
Podle legendy založili Sybaris roku 720 př. n. l. Achájové ze severního Peloponésu. Díky úrodné půdě město prosperovalo, vyváželo víno, olivy i purpur, rozšířený byl chov dobytka a rybolov. V 6. století př. n. l. patřila Sybaris k největším a nejbohatším řeckým městským státům, pozdější odhady (Eforos) uvádějí, že měla až sto tisíc obyvatel. Založila také vlastní kolonie Skidros a Paestum na břehu Tyrhénského moře. Životní úroveň byla vysoká a vyhlášená byla zejména místní gastronomie: přední kuchaři byli celebritami a inkasovali vysoké částky za autorská práva ke svým receptům. To dalo vznik výrazu sybarita, označujícímu labužníka nebo vůbec požitkáře. Ailiános Klaudios vypravuje o sybaridském boháči Smyndiridovi, který byl tak změkčilý, že spával na okvětních plátcích růží, ale i ty mu způsobovaly vyrážku. Jiná historka popisuje občana Sybaridy, který navštívil Spartu a když se zúčastnil společného oběda, při němž se podávala polévka z vepřové krve a vinného octa, prohlásil, že už chápe, proč jsou Sparťané tak stateční bojovníci: „kdo se takto stravuje, ten nemůže smrtí nic ztratit“.
Úhlavním nepřítelem Sybaridy byl jižněji ležící Krotón. Strabón uvádí, že Sybaris mohla se svými spojenci postavit armádu čítající až 300 000 mužů, což zní ovšem dost přehnaně. Nicméně v roce 510 př. n. l. využil Krotón vnitřního konfliktu v Sybaridě, kde se muž jménem Telys pokusil svrhnout vládnoucí aristokraty; město bylo dobyto, vítězové je vypálili, obyvatele pobili nebo zotročili a dokonce svedli tok řeky, aby zaplavil trosky města. Takové nezvykle brutální zničení jednoho řeckého města druhým vzbudilo pobouření a objevilo se dokonce náboženské vysvětlení: bohové potrestali Sybaridu za rouhání, protože pořádala vlastní sportovní hry, které si troufaly konkurovat olympijským.
Později byla Sybaris obnovena, ale už nenabyla původního významu a byla stále ohrožována Krotónem. Proto se ji obyvatelé rozhodli v roce 444 př. n. l. definitivně opustit a založili nová města Thúrie a Sybaris Triontská. Trosky města byly objeveny až v šedesátých letech 20. století, dosud byla prozkoumána jen malá část lokality.